# Viaje del Japón

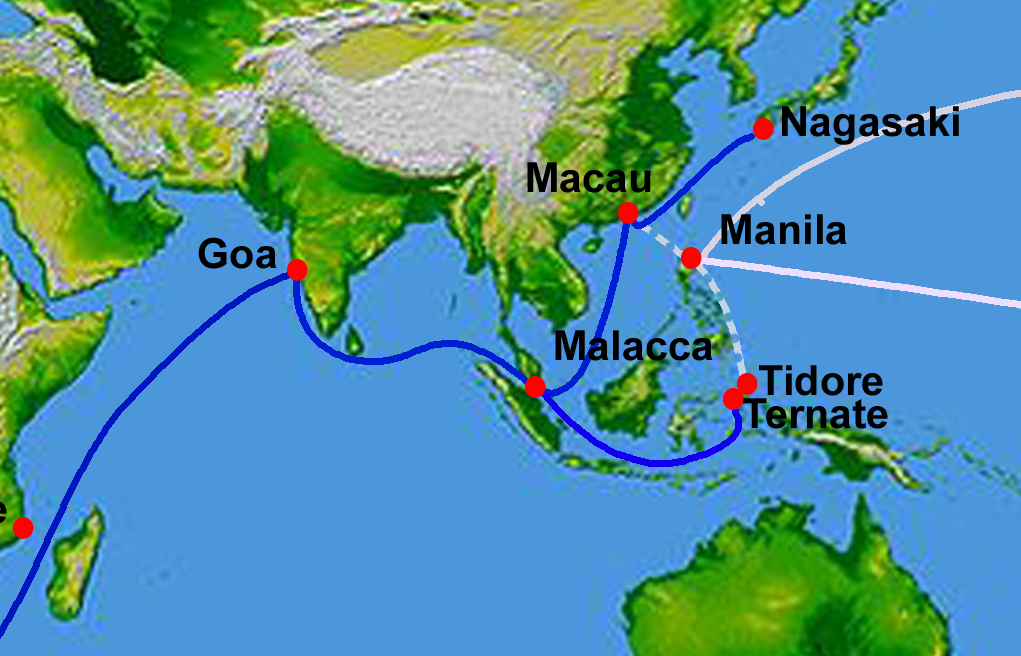
"Viaje del Japón", ruta comercial
portuguesa que ligaba Goa a Nagasaki (azul) y rutas españolas
(blanco)

Viaje del Japón (viagem do Japão, en portugués) fue el nombre dado a la ruta comercial establecida por los
portugueses entre 1550 y 1639 conectando Goa, capital del
Estado portugués de India a Japón. Este lucrativo viaje anual era realizado bajo monopolio de la corona portuguesa, y quedaba a cargo de un capitán-mayor. El cargo de Capitán-mayor del
viaje del Japón era concedido oficialmente por el gobernador, como recompensa
por servicios prestados. Las grandes naves participando en este comercio eran
conocidas como nave del trato, nave de la plata, nave de la China, y que
daron
conocidas entre los japoneses como Kurofune (navío negro), término que
vendría a designar todos los navíos occidentales que arribaban a Japón en
el periodo Edo.

## La ruta comercial

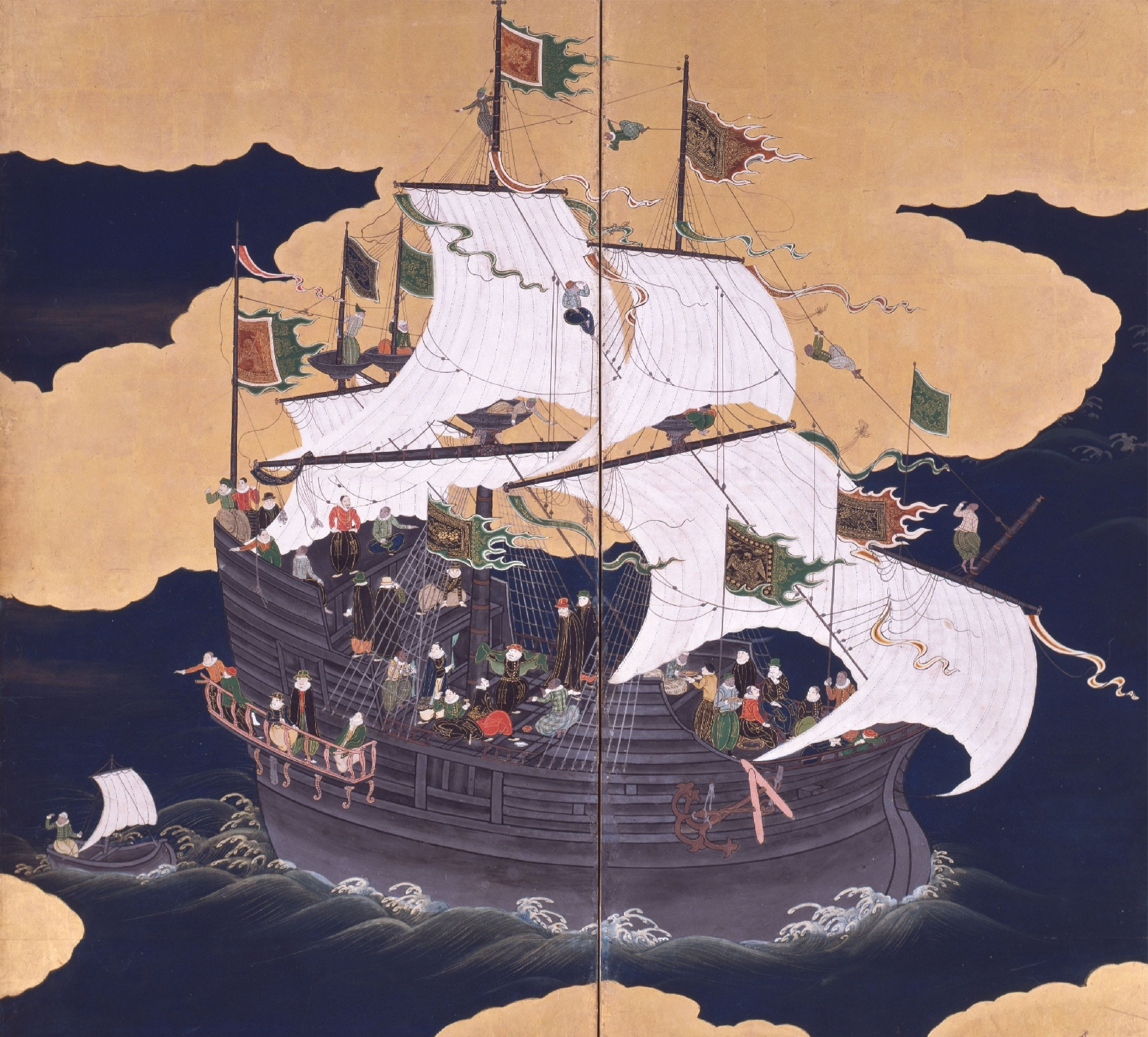
"Nave del trato" en Nagasaki, a la
que los japoneses llamaban kurofune. Panel japonés del período Nanban,
.

Después de la llegada a Japón en 1543, mercaderes y aventureros
portugueses participaron en un lucrativo comercio en la isla de Kyushu,
sin puerto fijo, en navíos propios y juncos chinos. Debido a la prohibición 
de
las relaciones entre China y Japón, actuaban como intermediarios. La
importancia de este comercio llevó a que, en 1550, fuera creado un viaje anual
bajo monopolio de la Corona. Para tal era designado un capitán-mayor, un cargo
codiciado concedido por las autoridades oficiales como recompensa por
servicios prestados. El derecho a realizar el "viaje del Japón" fue a veces
donado por la Corona a entidades como la ciudad de Macao, Cochín, Malaca. Más
tarde, era subastado en Goa por la oferta más alta.
Dada la larga distancia entre Goa y Japón, inicialmente el viaje partía 
de
Malaca. Después de varias tentativas de crear una escala intermedia en
China, en 1554 Leonel de Sousa, capitán-mayor del viaje del Japón,

consiguió un acuerdo con oficiales de Cantón para legalizar el comercio
portugués, con la condición de pagar derechos aduaneros especialmente
estipulados. A partir de 1557, los portugueses consiguieron el establecimiento
oficial en Macao. La ciudad pasó a integrar la ruta de la nave del trato, en
un comercio triangular que terminaba en Japón. Ahí, en 1570, después de 
un
acuerdo con el daimyo local, fundaron la ciudad de Nagasaki. 
La nave partía
de Goa en abril o mayo, cargada con tejidos, objetos de cristal y vidrio,
relojes de Flandes y vinos portugueses.